# Sprint d'or
Le Sprint d'or est un prix remis par la RTBF et récompensant le meilleur cycliste belge de l'année. Il est créé en 1995 à l'initiative de Sprint, émission télévisée de la RTBF. Le lauréat est désigné par un jury composé de personnalités du cyclisme et présidé par Eddy Merckx,. En 2007, le prix n'est pas décerné, à la suite de plusieurs affaires de dopage dans le cyclisme. Le Sprint d'or n'est plus remis depuis 2008.

## Palmarès
| Année | Lauréat             |
| ----- | ------------------- |
| 1995  | Johan Museeuw       |
| 1996  | Johan Museeuw       |
| 1997  | Johan Museeuw       |
| 1998  | Tom Steels          |
| 1999  | Frank Vandenbroucke |
| 2000  | Axel Merckx         |
| 2001  | Rik Verbrugghe      |
| 2002  | Johan Museeuw       |
| 2003  | Peter Van Petegem   |
| 2004  | Tom Boonen          |
| 2005  | Tom Boonen          |
| 2006  | Tom Boonen          |
| 2007  | non attribué        |
| 2008  | Philippe Gilbert    |